# Sveti Ivan Žabno
Sveti Ivan Žabno est un village et une municipalité située dans le comitat de Koprivnica-Križevci, en Croatie. Au recensement de 2001, la municipalité comptait 5 628 habitants, dont 98,17 % de Croates et le village seul comptait 1 270 habitants.

## Localités
La municipalité de Sveti Ivan Žabno compte 16 localités :
| - Brdo Cirkvensko - Brezovljani - Cepidlak - Cirkvena - Hrsovo - Kenđelovec - Kuštani - Ladinec | - Markovac Križevački - Novi Glog - Predavec Križevački - Rašćani - Sveti Ivan Žabno - Sveti Petar Čvrstec - Škrinjari - Trema |